# Рольф Блеттлер
Рольф Блеттлер (нім. Rolf Blättler, 24 жовтня 1942, Устер — 13 березня 2024) — швейцарський футболіст, що грав на позиції нападника, зокрема, за клуб «Грассгоппер», а також національну збірну Швейцарії. По завершенні ігрової кар'єри — тренер.

## Клубна кар'єра
У дорослому футболі дебютував 1963 року виступами за команду «Грассгоппер», в якій провів шість сезонів, взявши участь у 143 матчах чемпіонату.  Більшість часу, проведеного у складі «Грассгоппера», був основним гравцем атакувальної ланки команди і її головним бомбардиром, маючи середню результативність на рівні 0,71 гола за гру першості. Тричі поспіль, у сезонах 1964/65, 1965/66 і 1966/67, нападник ставав найкращим бомбардиром швейцарської першості.
Згодом протягом 1969–1971 років гравц за «Лугано», після чого перейшов до «Базеля». У складі найсильнішої на той час команди країни у сезоні 1971/72 став чемпіоном Швейцарії, проте стати стабільним гравцем її основного складу не зумів. Тож вже того ж 1972 року став гравцем «Санкт-Галлена», кольори якого захищав до 1977 року.
По тому протягом двох сезонів грав за друголіговий «Люцерн», а 1979 року 36-річний гравець погодивчя стати граючим тренером третьолігового «Локарно». Востаннє виходив на ігрову поле у складі цієї команди у сезоні 1981/82.

## Виступи за збірну
1966 року дебютував в офіційних матчах у складі національної збірної Швейцарії.
Загалом протягом восьмирічної кар'єри у національній команді провів у її формі 28 матчів, забивши 12 голів.

## Кар'єра тренера
Завршивши виступи на футбольному полі, залишився в «Локарно», зосередившись на тренерській роботі.
1984 року погодився очолити тренерський штаб молодіжної збірної Швейцарії, з якою працював до 1986 року.

## Титули і досягнення
- Чемпіон Швейцарії (1):

«Базель»: 1971-1972